# Línea T7 (Tranvía de París)
La Línea T7 de tranvía es una de las líneas de la red de Tranvía de la Île de France que une la cabecera de la línea 7 de metro Villejuif - Louis Aragon, en Villejuif, con Rungis, Orly y Athis-Mons conectando con el Aeropuerto de Orly y la línea de metro Orlyval y con TVM en la estación de Porte de Thiais. Entró en servicio el 16 de noviembre de 2013. A largo plazo, se ampliará hasta Juvisy-sur-Orge.

## Trazado y estaciones
|  |   |  | estaciones                                | Lat/Long                                                      | zona | municipio                               | correspondencia |
|  | - |  | ----------------------------------------- | ------------------------------------------------------------- | ---- | --------------------------------------- | --------------- |
|  | o |  | Villejuif - Louis Aragon                  | 48°47′14″N 2°22′03″E / 48.787175476521305, 2.3675644397735596 | 3    | Villejuif                               |                 |
|  | o |  | Lamartine                                 | 48°46′57″N 2°22′02″E / 48.782425, 2.367198                    | 3    | Villejuif                               |                 |
|  | o |  | Domaine Chérioux                          | 48°46′44″N 2°22′02″E / 48.77885, 2.367336                     | 3    | Chevilly-Larue, Vitry-sur-Seine         |                 |
|  | o |  | Moulin Vert                               | 48°46′20″N 2°22′04″E / 48.772184, 2.367773                    | 3    | Chevilly-Larue, Vitry-sur-Seine, Thiais |                 |
|  | o |  | Bretagne                                  | 48°46′06″N 2°22′05″E / 48.768414, 2.367934                    | 3    | Chevilly-Larue, Thiais                  |                 |
|  | o |  | Auguste Perret Cimetière Parisien         | 48°45′49″N 2°22′05″E / 48.76366, 2.367917                     | 3    | Chevilly-Larue, Thiais                  |                 |
|  | o |  | Porte de Thiais Marché International      | 48°45′35″N 2°21′59″E / 48.759666, 2.366383                    | 3    | Chevilly-Larue                          | (futuro)        |
|  | o |  | La Belle Épine                            | 48°45′24″N 2°22′07″E / 48.756678, 2.36854                     | 3    | Rungis, Thiais                          |                 |
|  | o |  | Place de la Logistique Plateforme Sogaris | 48°45′11″N 2°21′43″E / 48.752975, 2.36185                     | 3    | Rungis                                  |                 |
|  | o |  | Porte de Rungis                           | 48°45′09″N 2°21′18″E / 48.752483, 2.355086                    | 3    | Rungis                                  |                 |
|  | o |  | Saarinen Parc Silic Nord                  | 48°45′01″N 2°21′15″E / 48.750174, 2.35426                     | 3    | Rungis                                  |                 |
|  | o |  | Robert Schuman Parc Silic Centre          | 48°44′48″N 2°21′11″E / 48.746637, 2.352935                    | 4    | Rungis                                  |                 |
|  | o |  | La Fraternelle                            | 48°44′30″N 2°21′10″E / 48.741705, 2.352876                    | 4    | Rungis                                  |                 |
|  | o |  | Hélène Boucher Orly Tech                  | 48°44′23″N 2°21′45″E / 48.739746, 2.362398                    | 4    | Paray-Vieille-Poste                     |                 |
|  | o |  | Caroline Aigle                            | 48°44′12″N 2°22′11″E / 48.736636, 2.369801                    | 4    | Orly                                    |                 |
|  | o |  | Cœur d'Orly                               | 48°43′56″N 2°22′19″E / 48.732111, 2.371909                    | 4    | Orly                                    |                 |
|  | o |  | Aéroport d'Orly                           | 48°43′44″N 2°22′06″E / 48.728895, 2.368357                    | 4    | Paray-Vieille-Poste                     | Orlyval         |
|  | o |  | Athis-Mons Porte de l'Essonne             | 48°42′51″N 2°22′18″E / 48.714152, 2.371543                    | 4    | Athis-Mons                              |                 |

## Estaciones

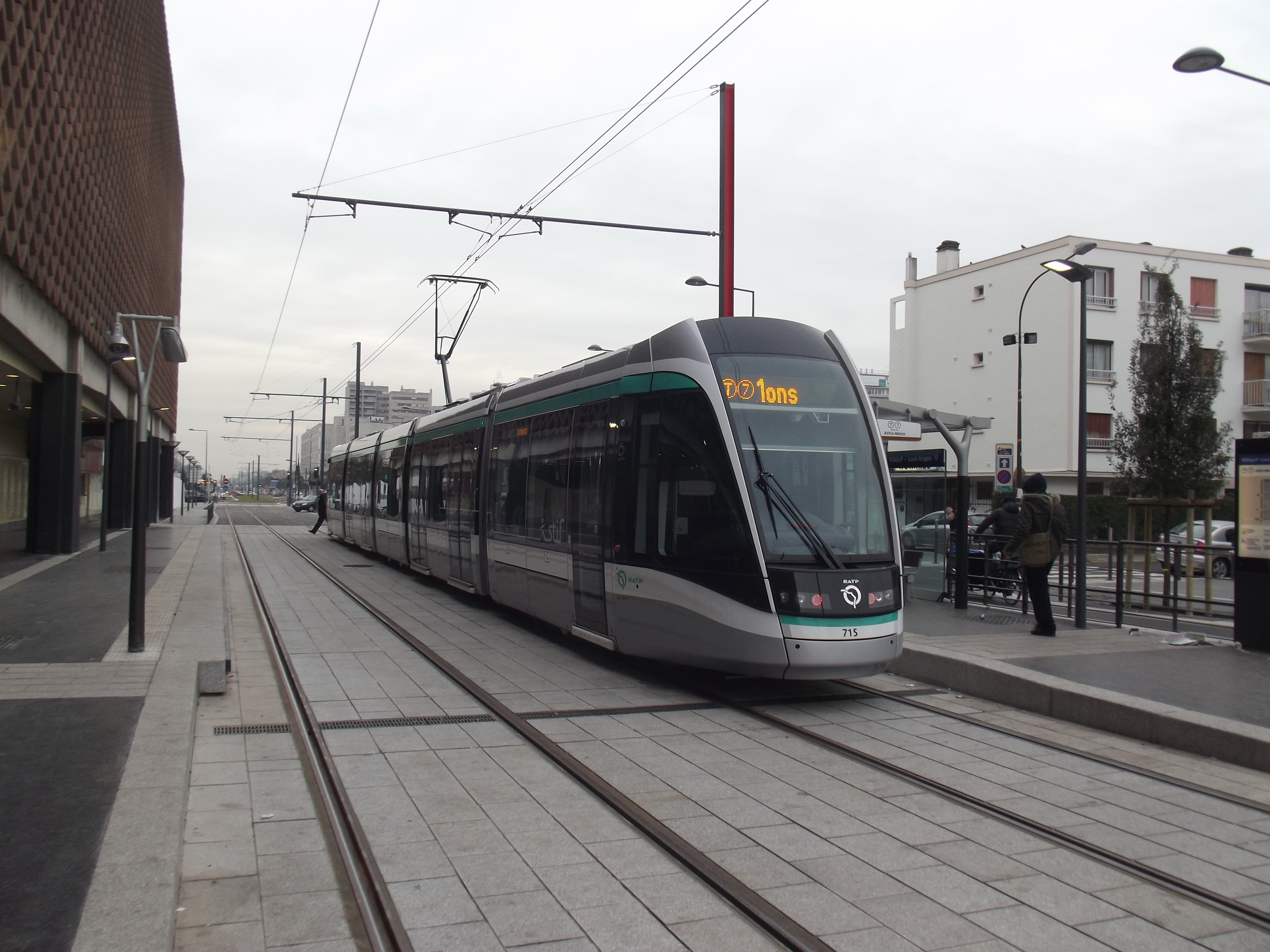
Villejuif - Louis Aragon
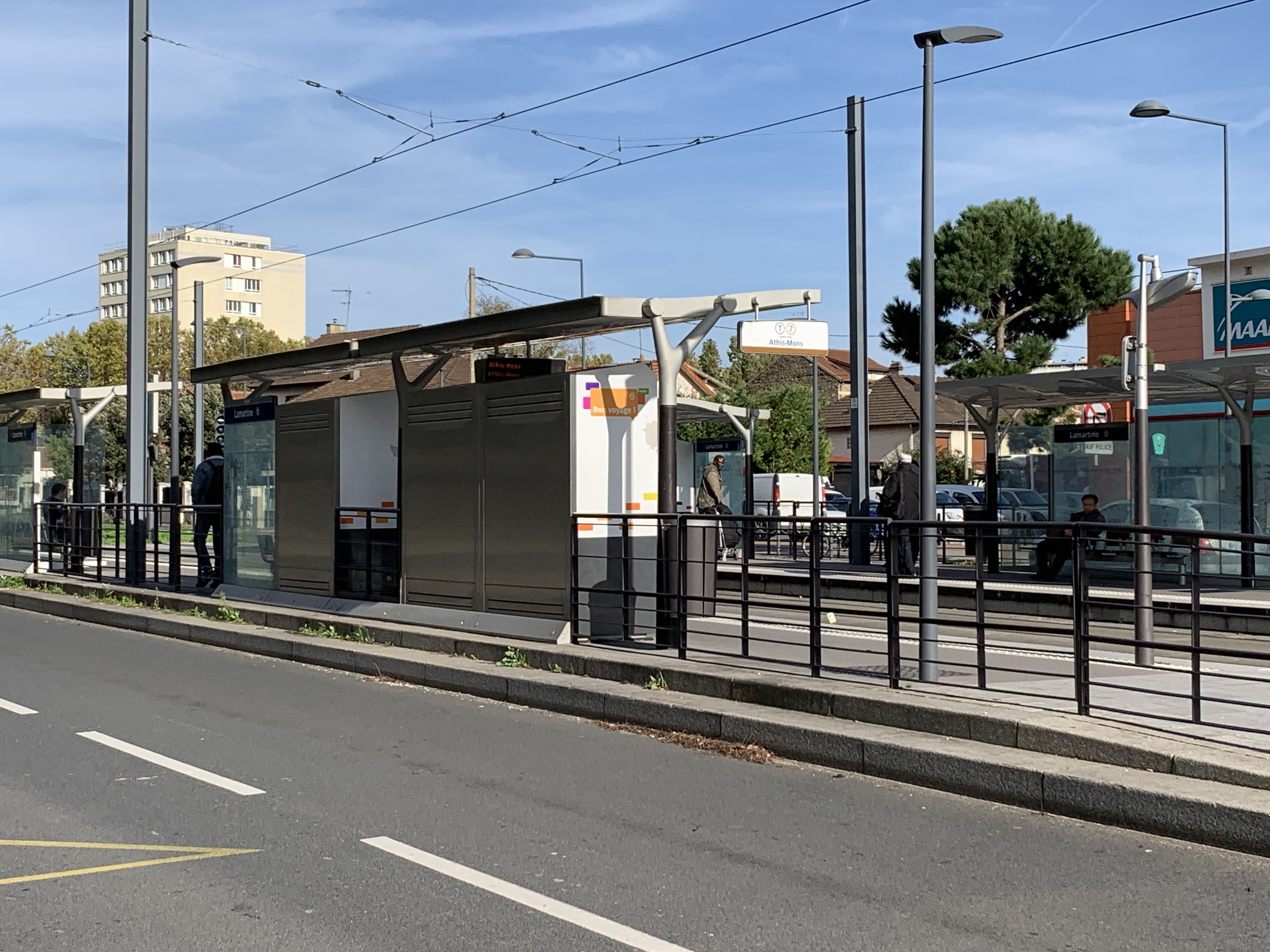
Lamartine
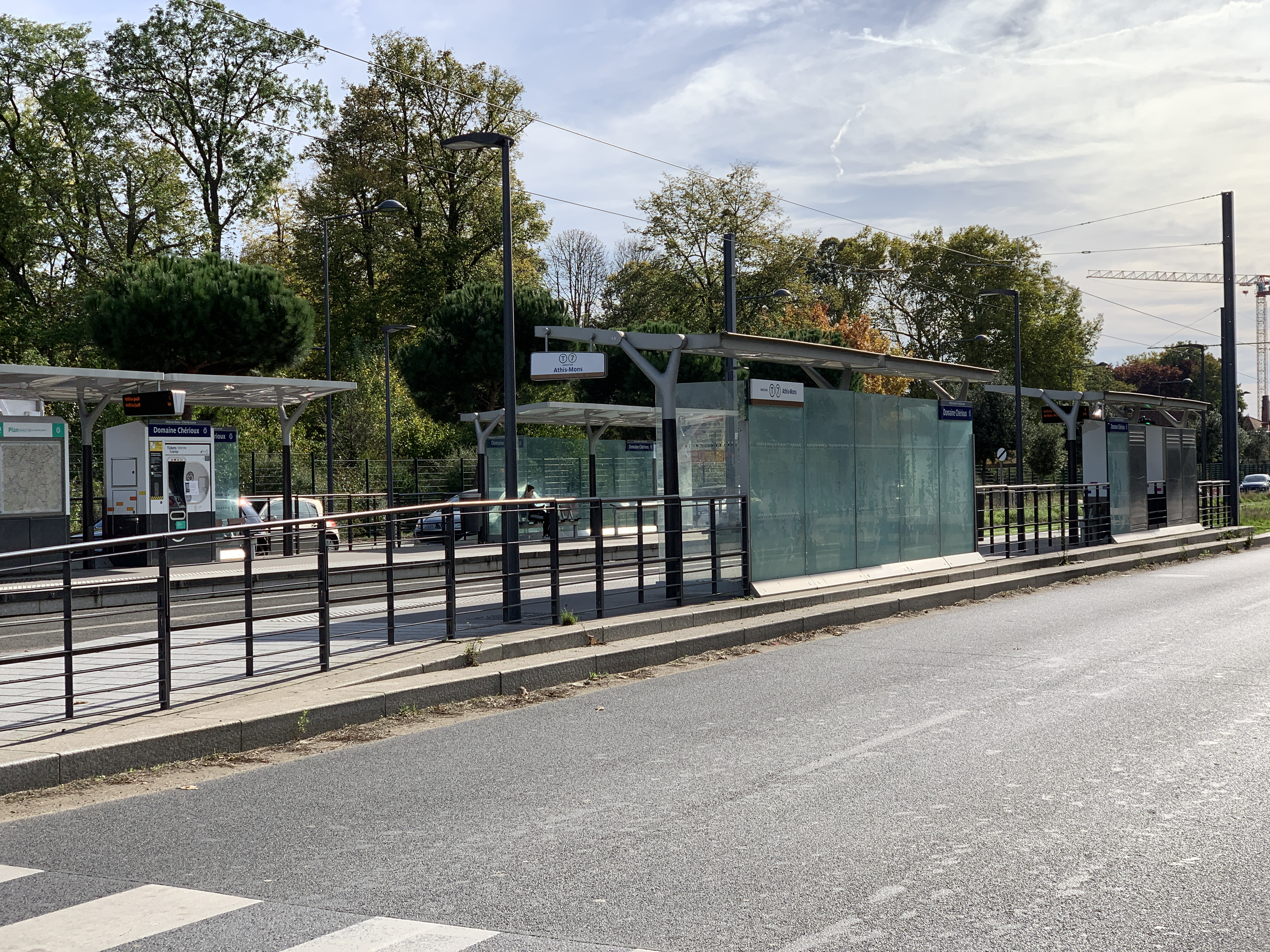
Domaine Chérioux
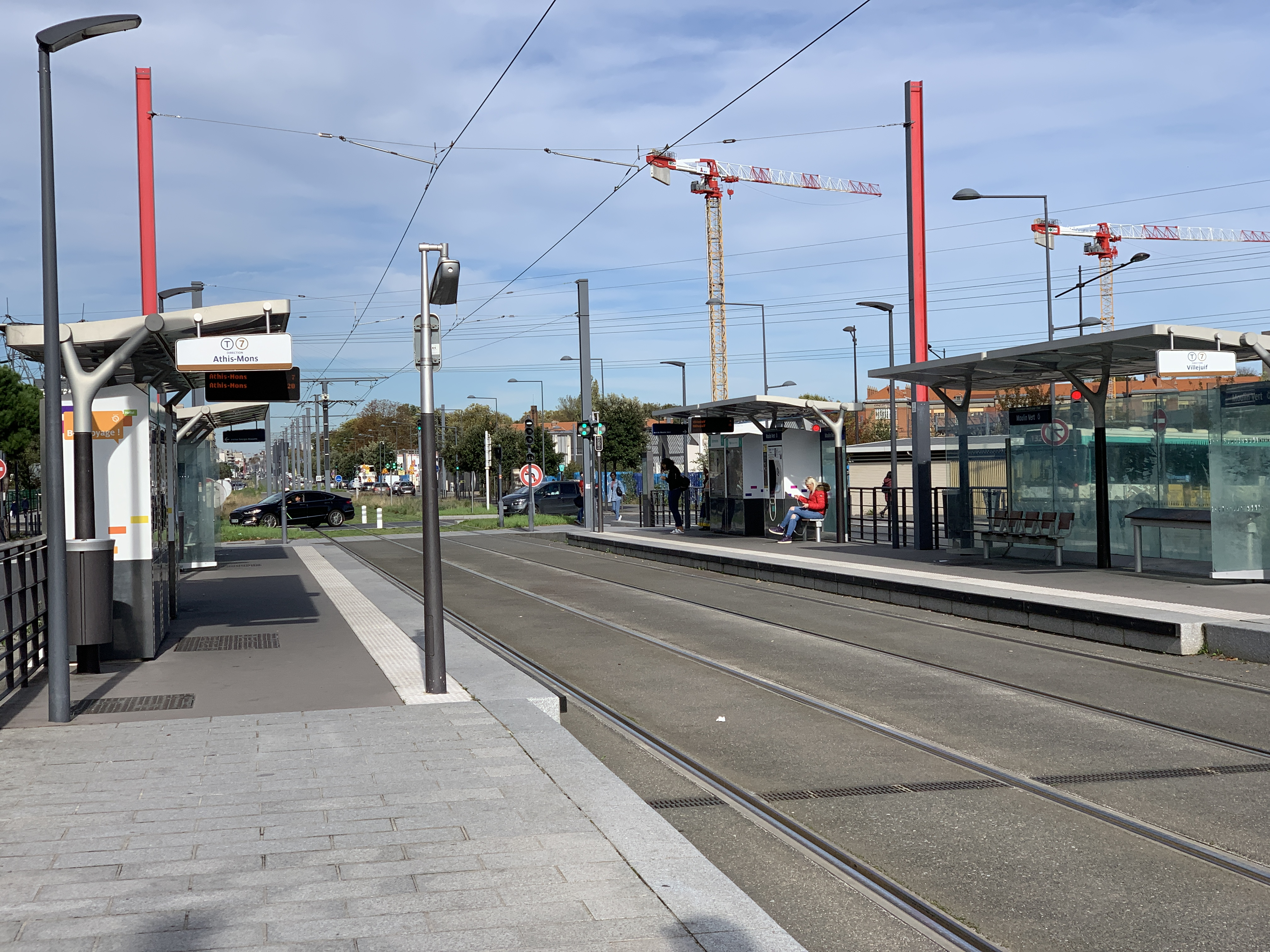
Moulin Vert
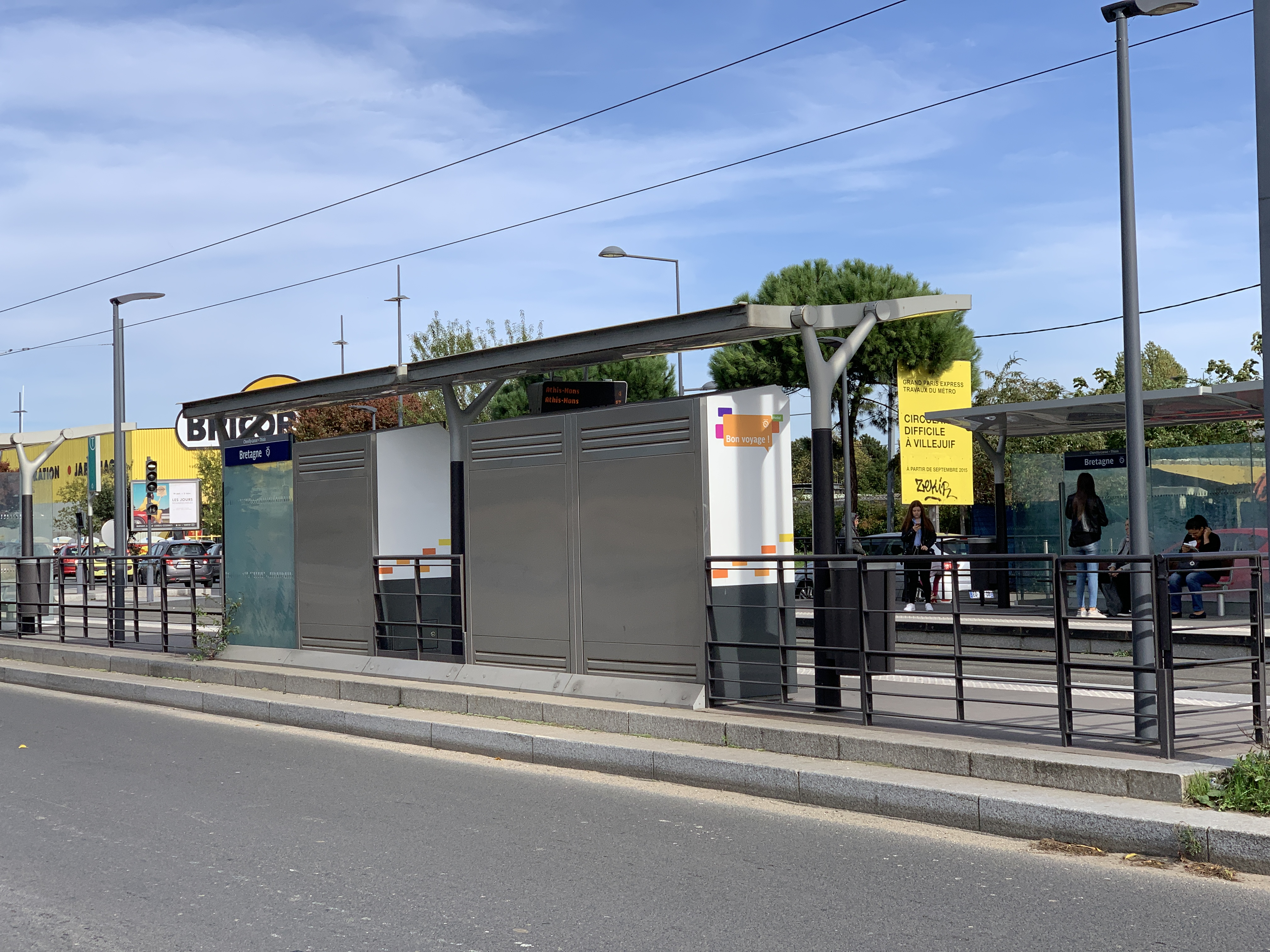
Bretagne
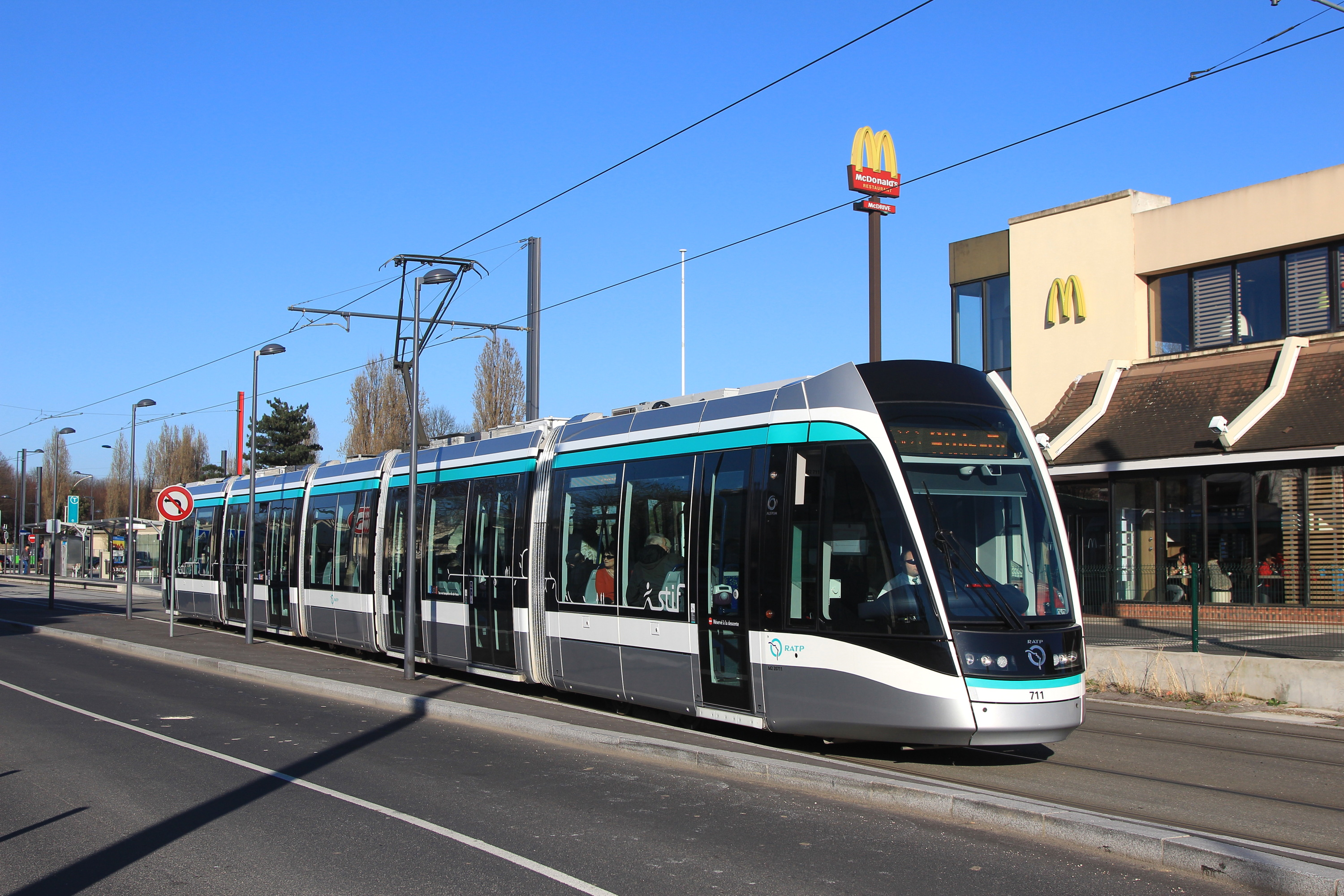
Auguste Perret
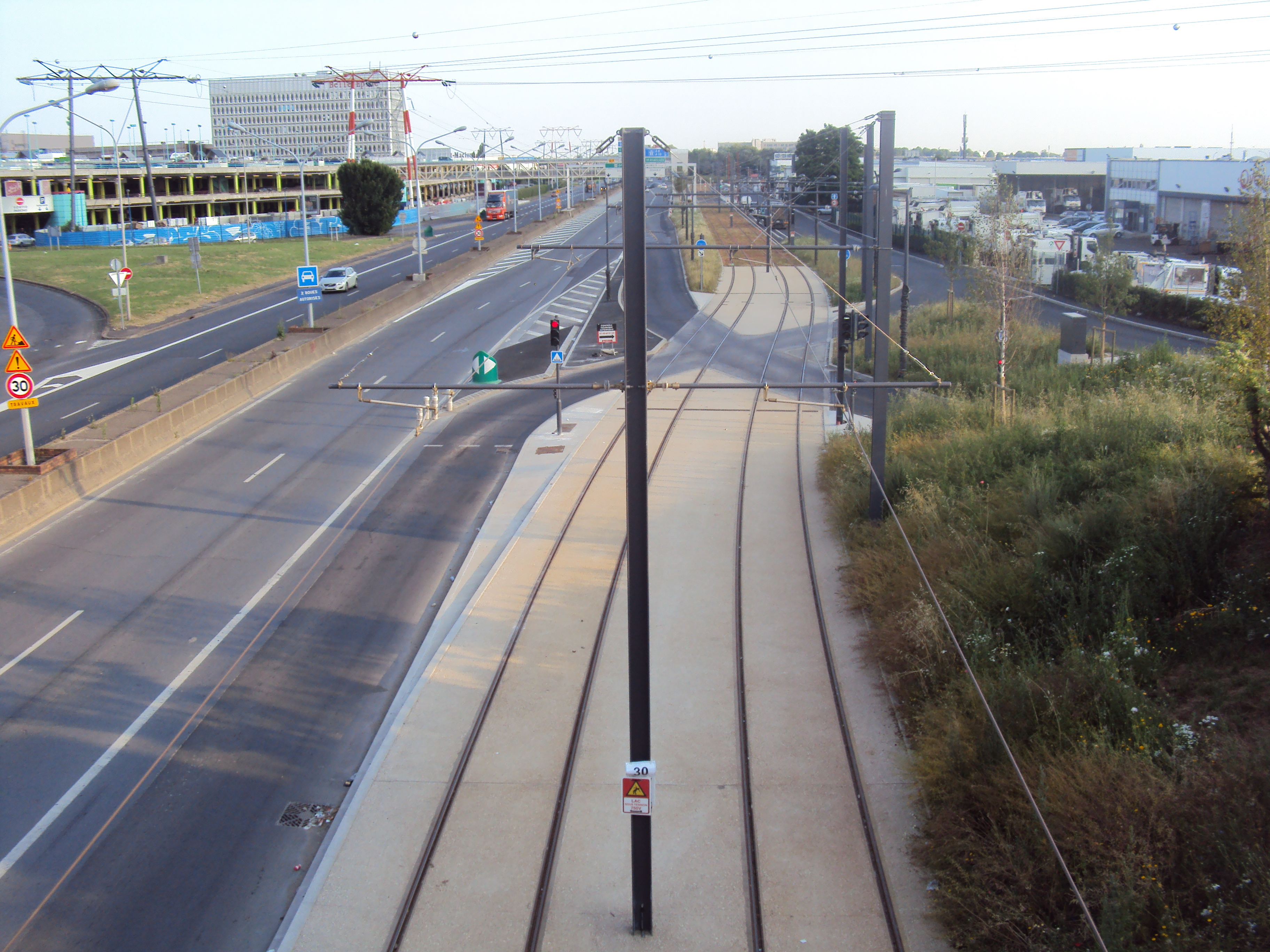
Porte de Thiais
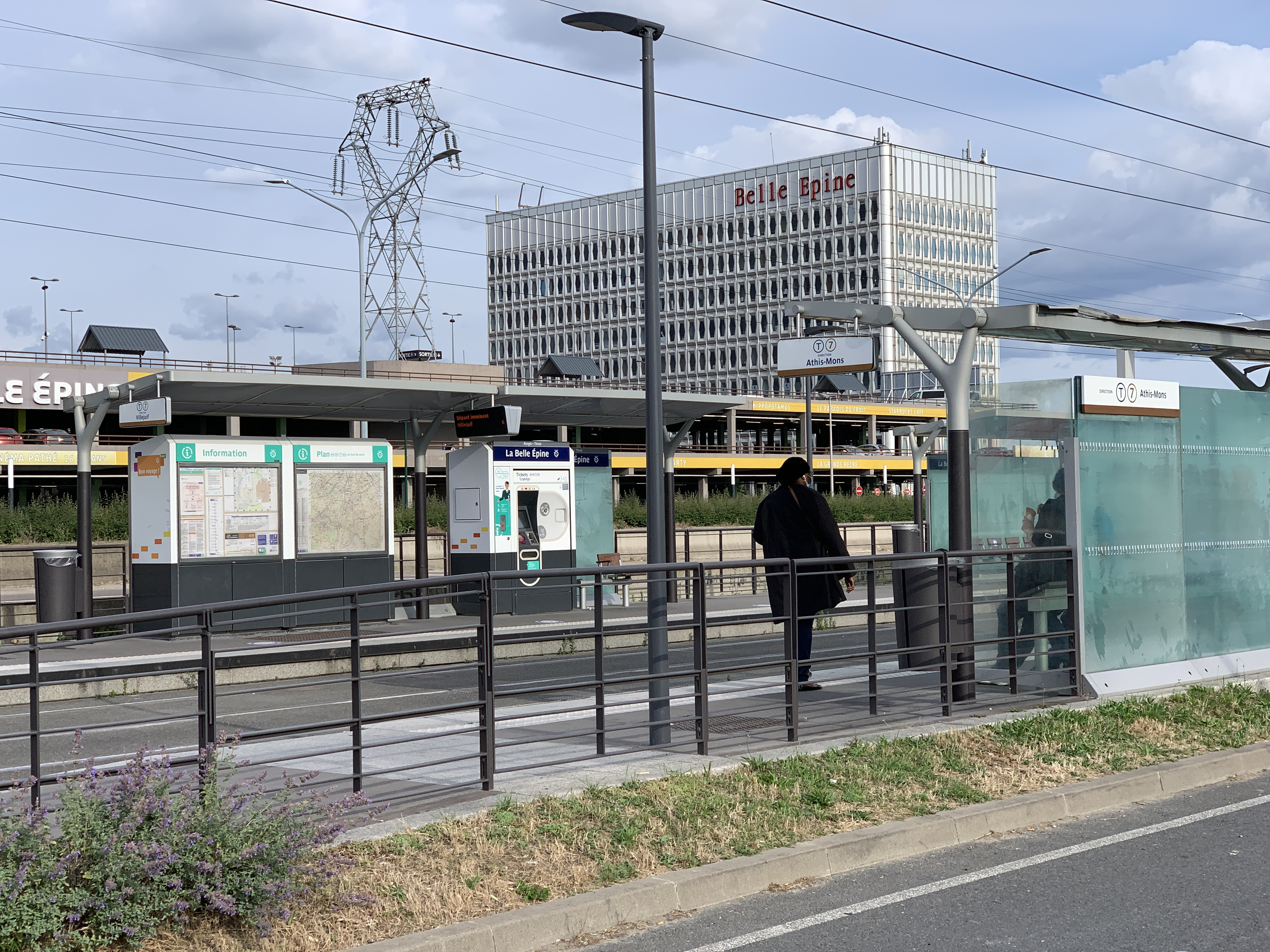
La Belle Épine
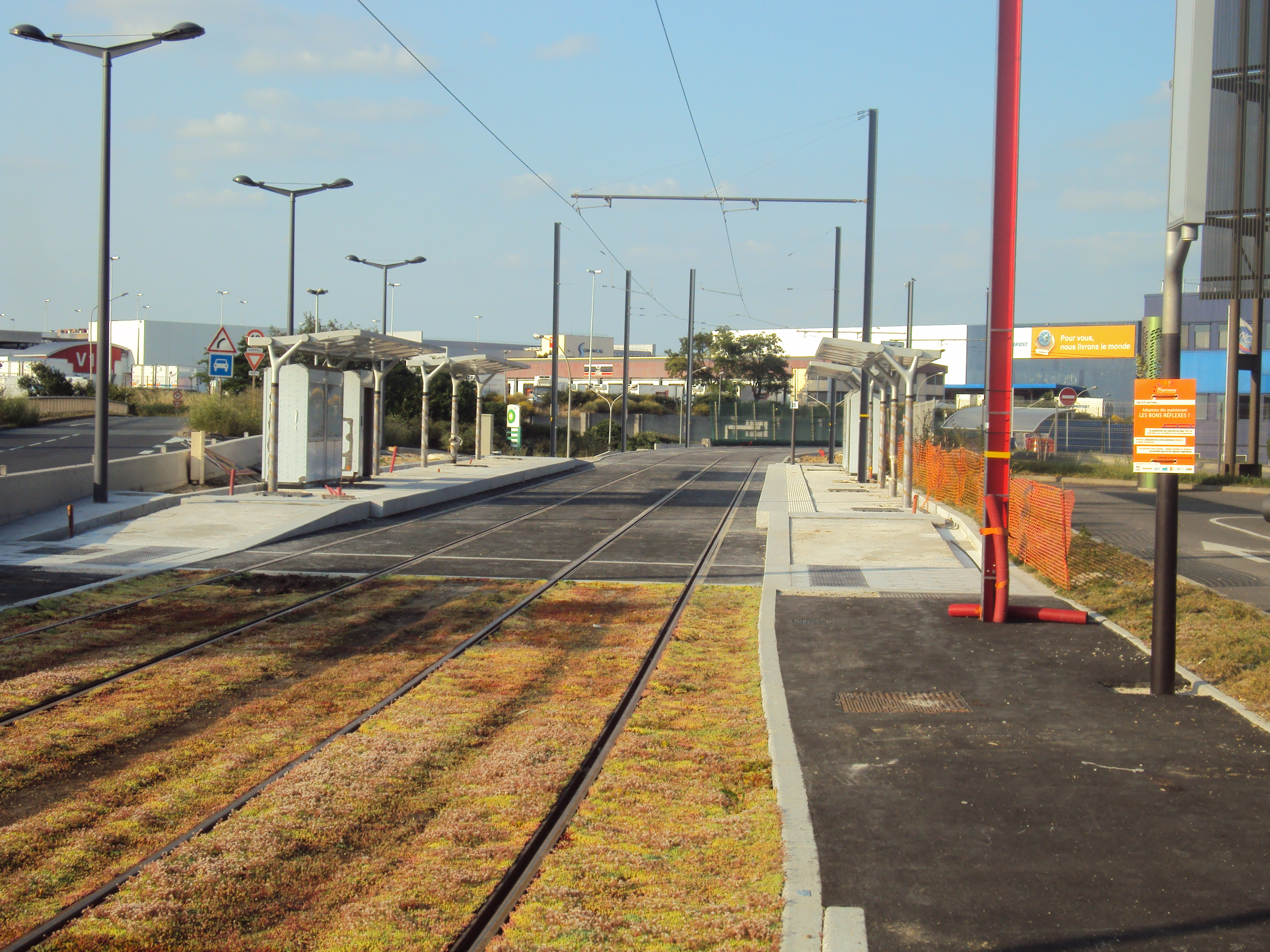
Place de la Logistique
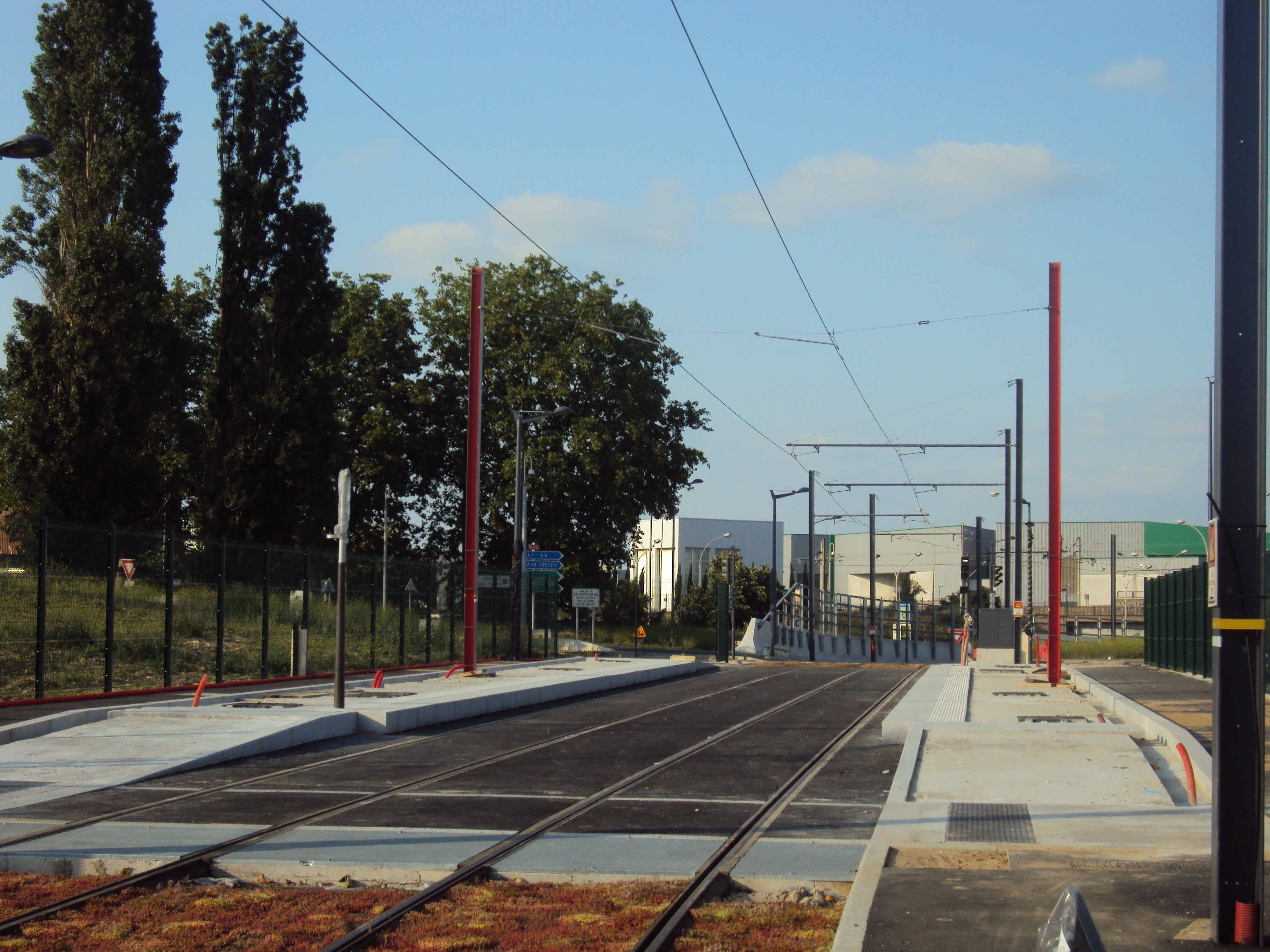
Porte de Rungis
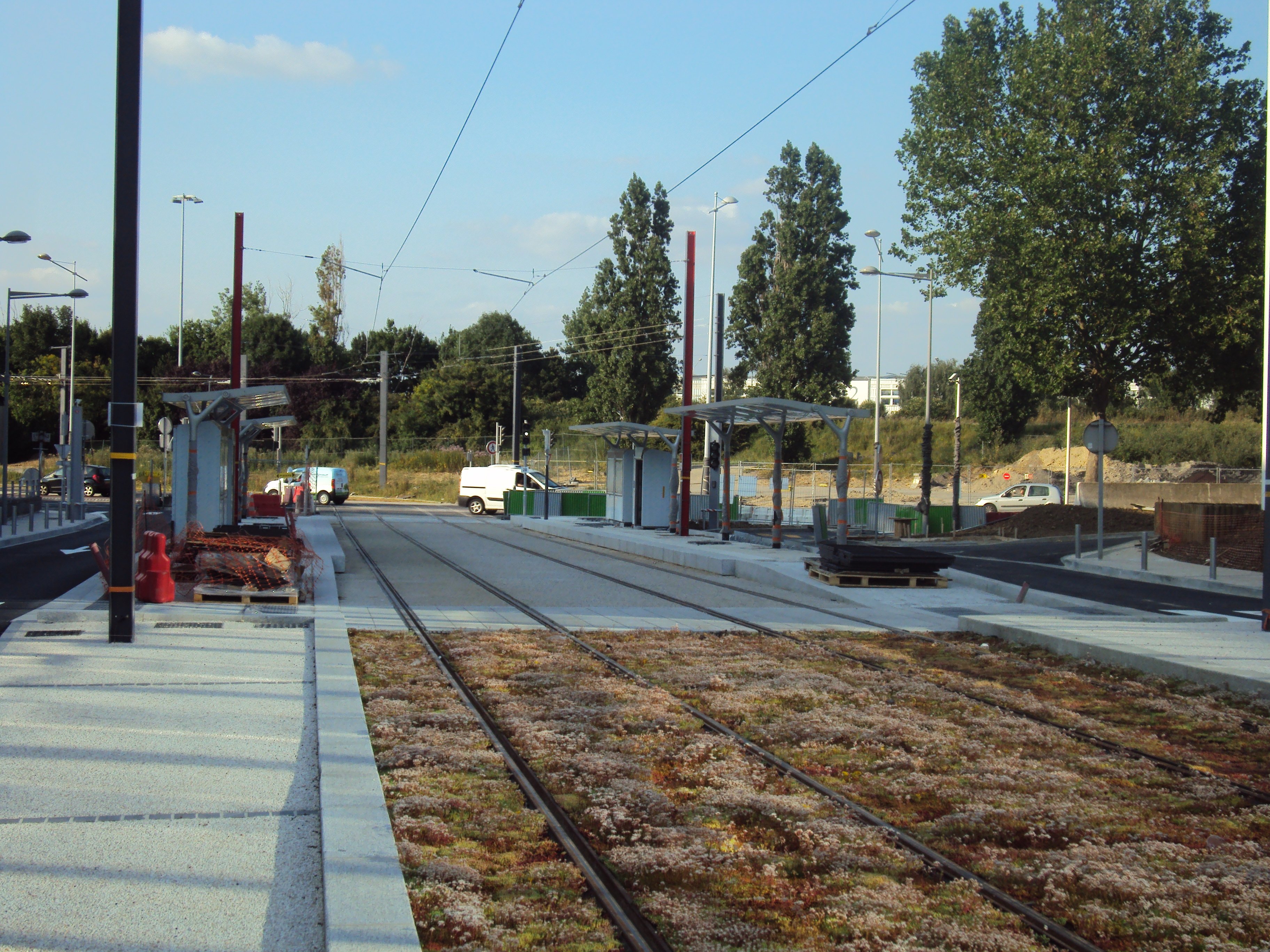
Saarinen
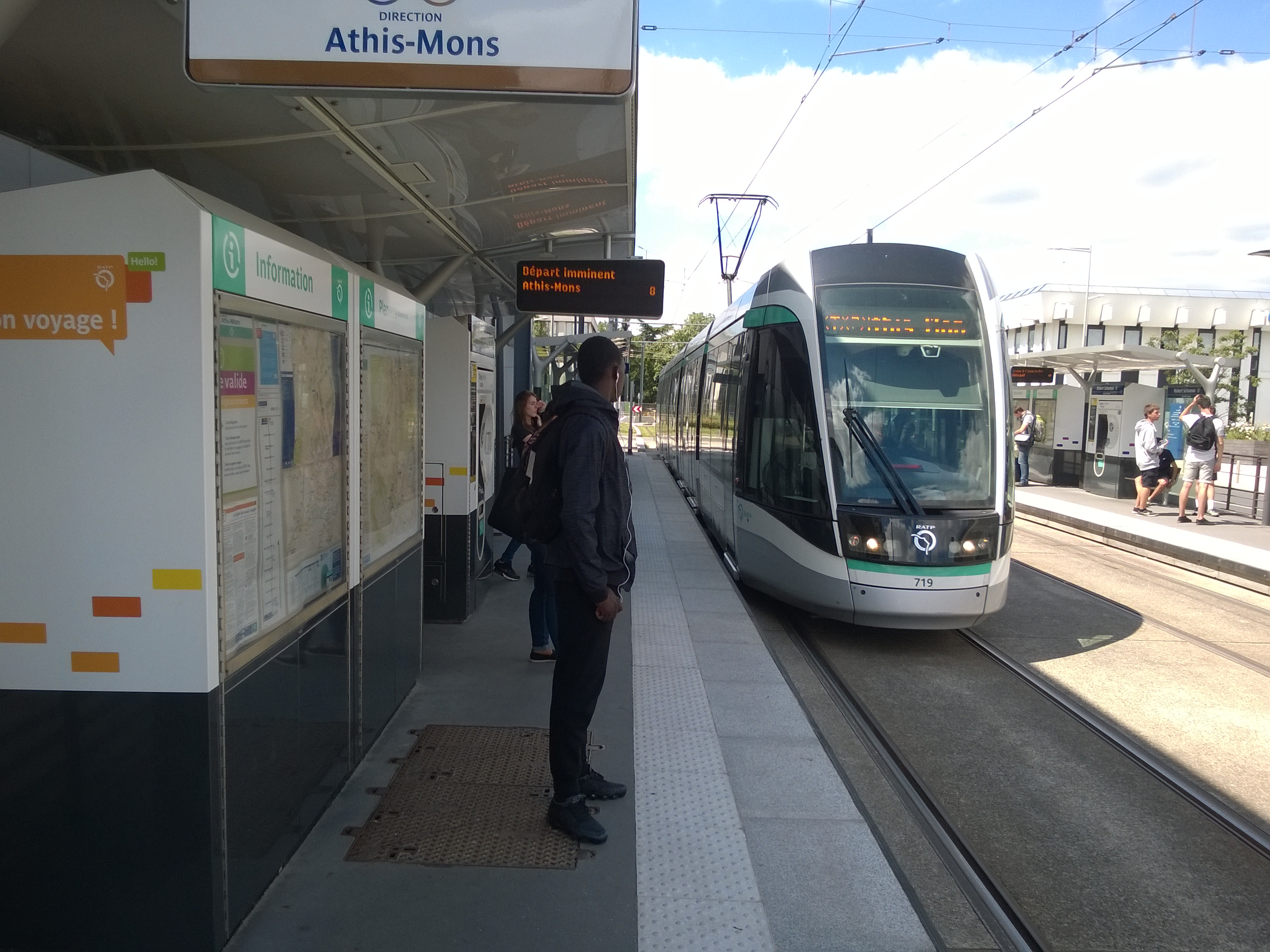
Robert Schuman
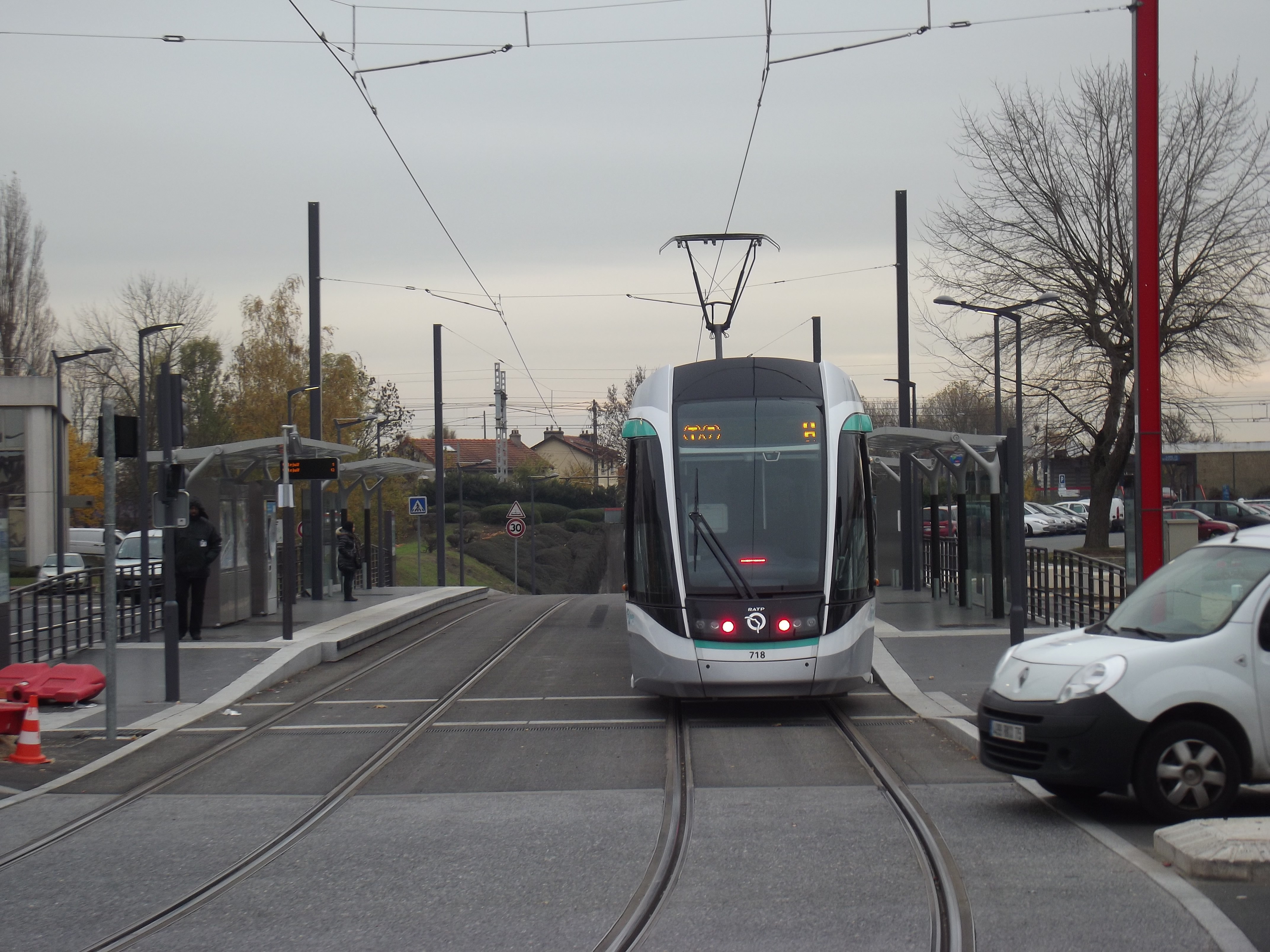
La Fraternelle
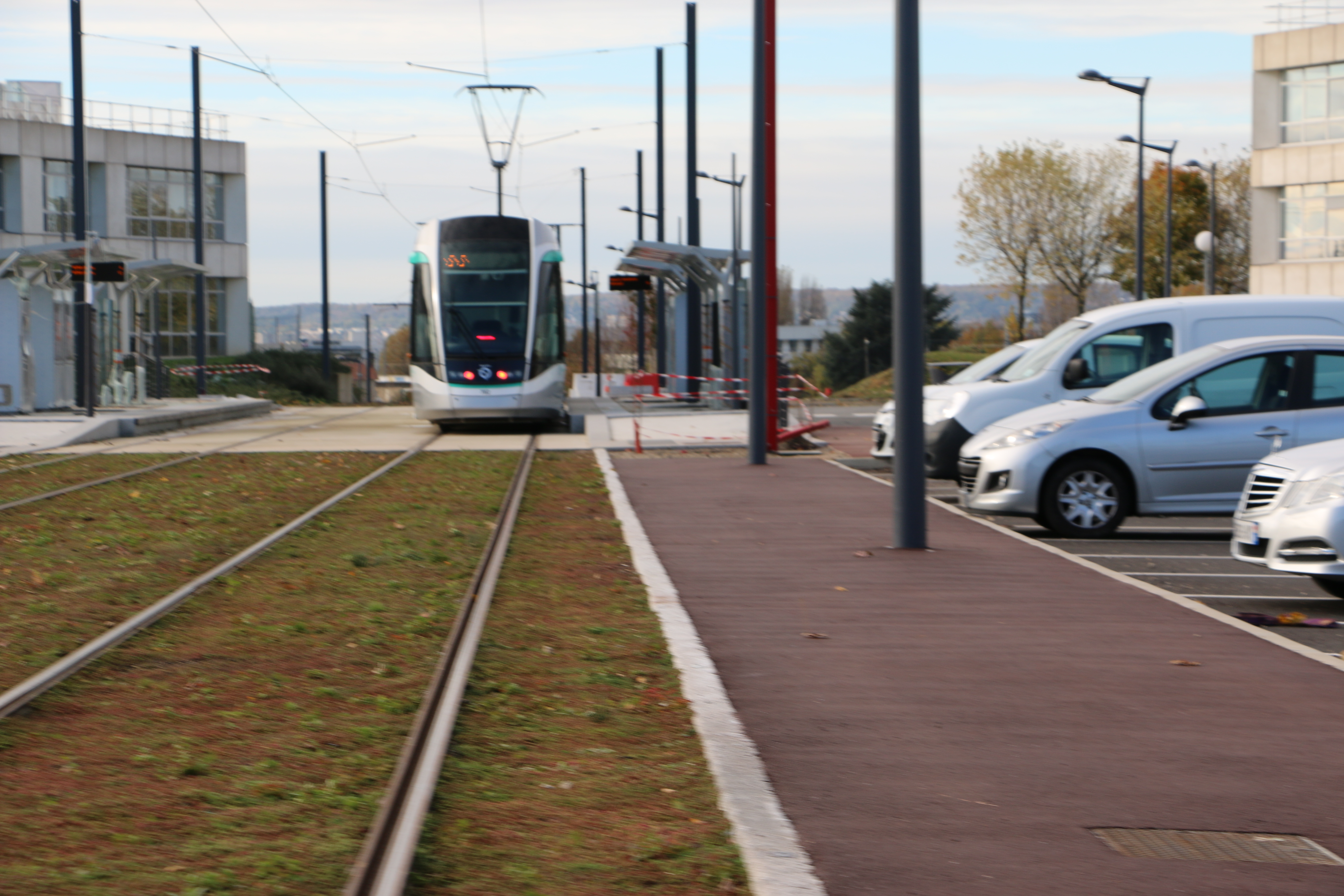
Hélène Boucher
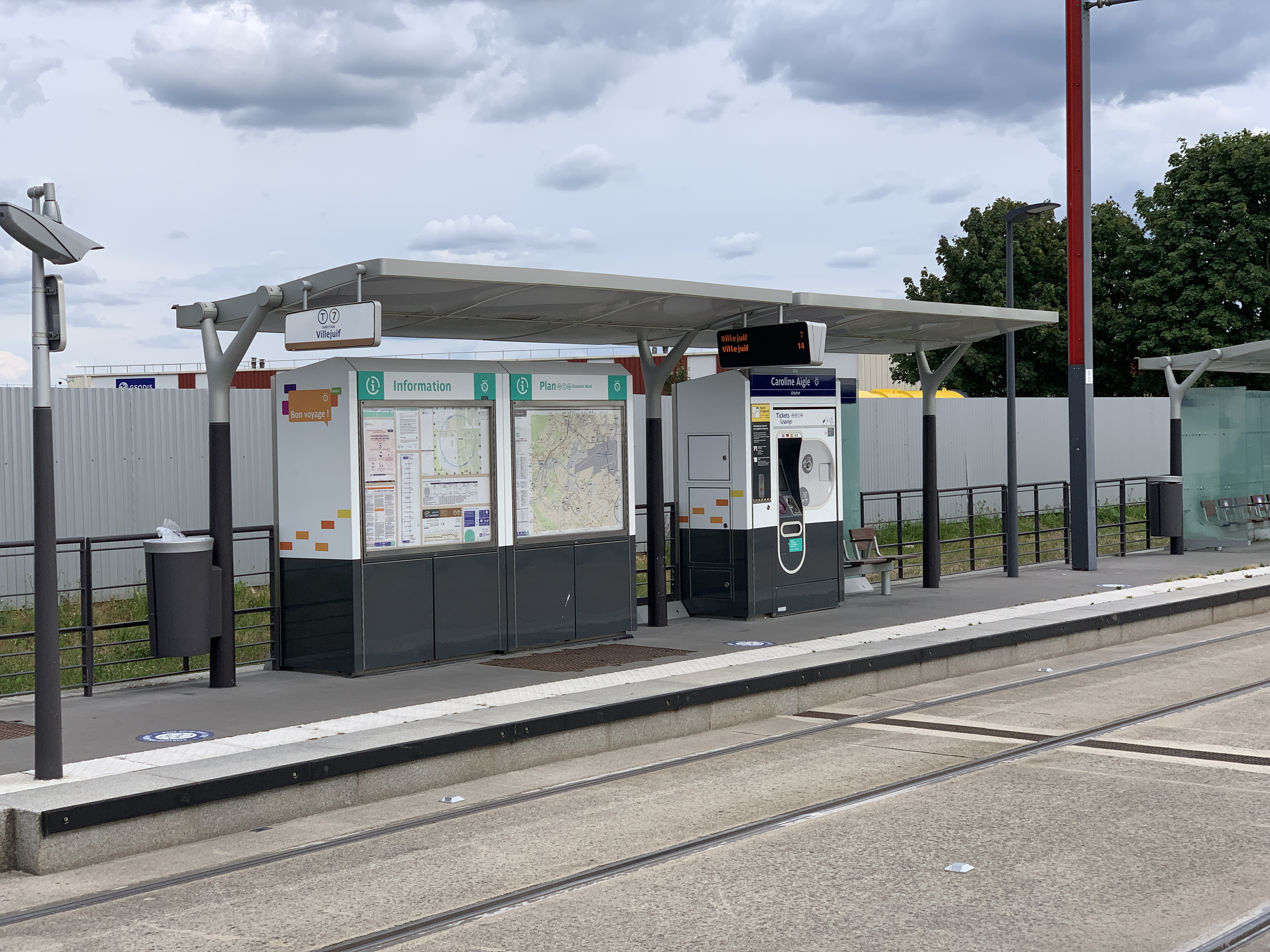
Caroline Aigle
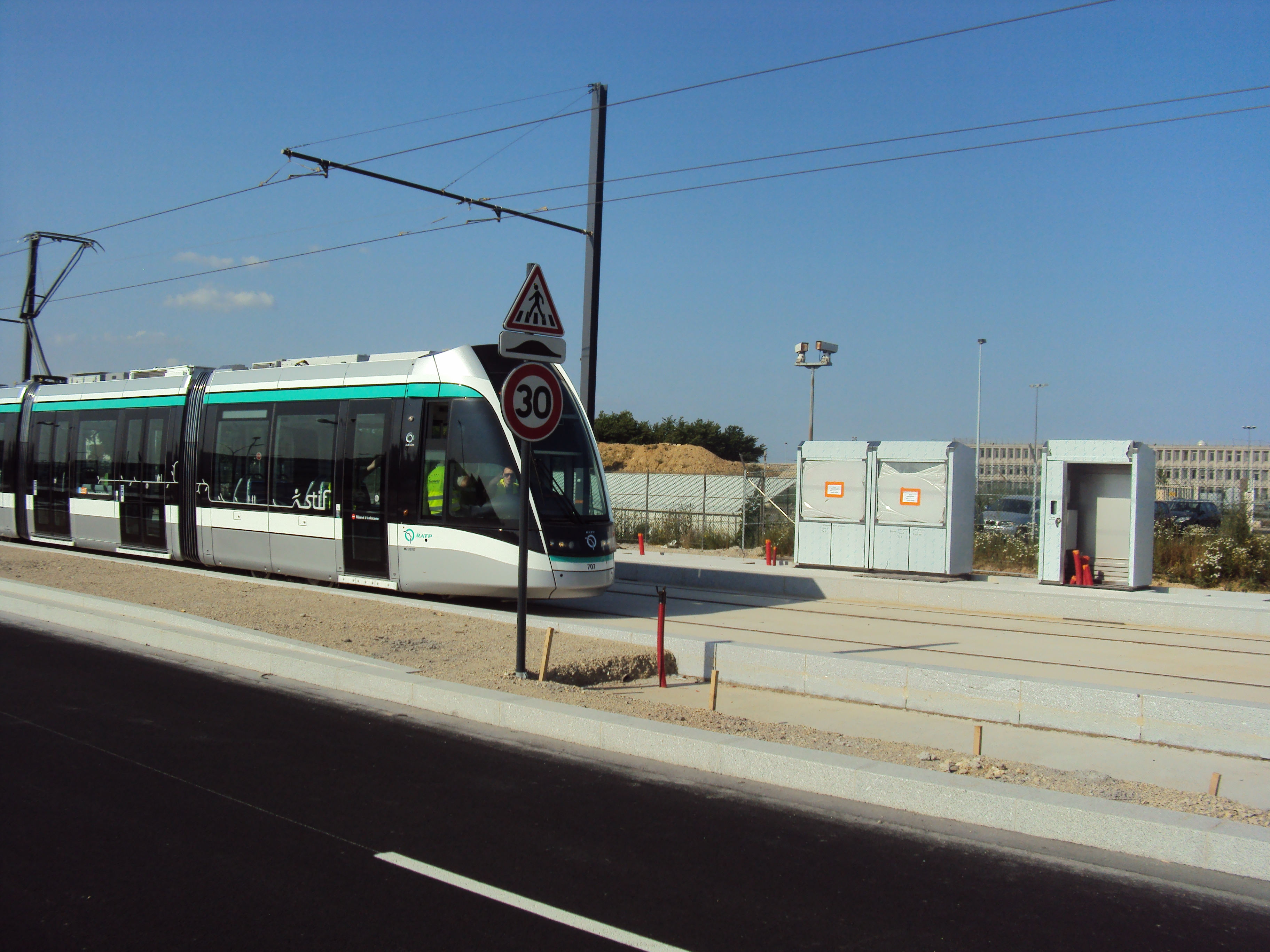
Cœur d'Orly
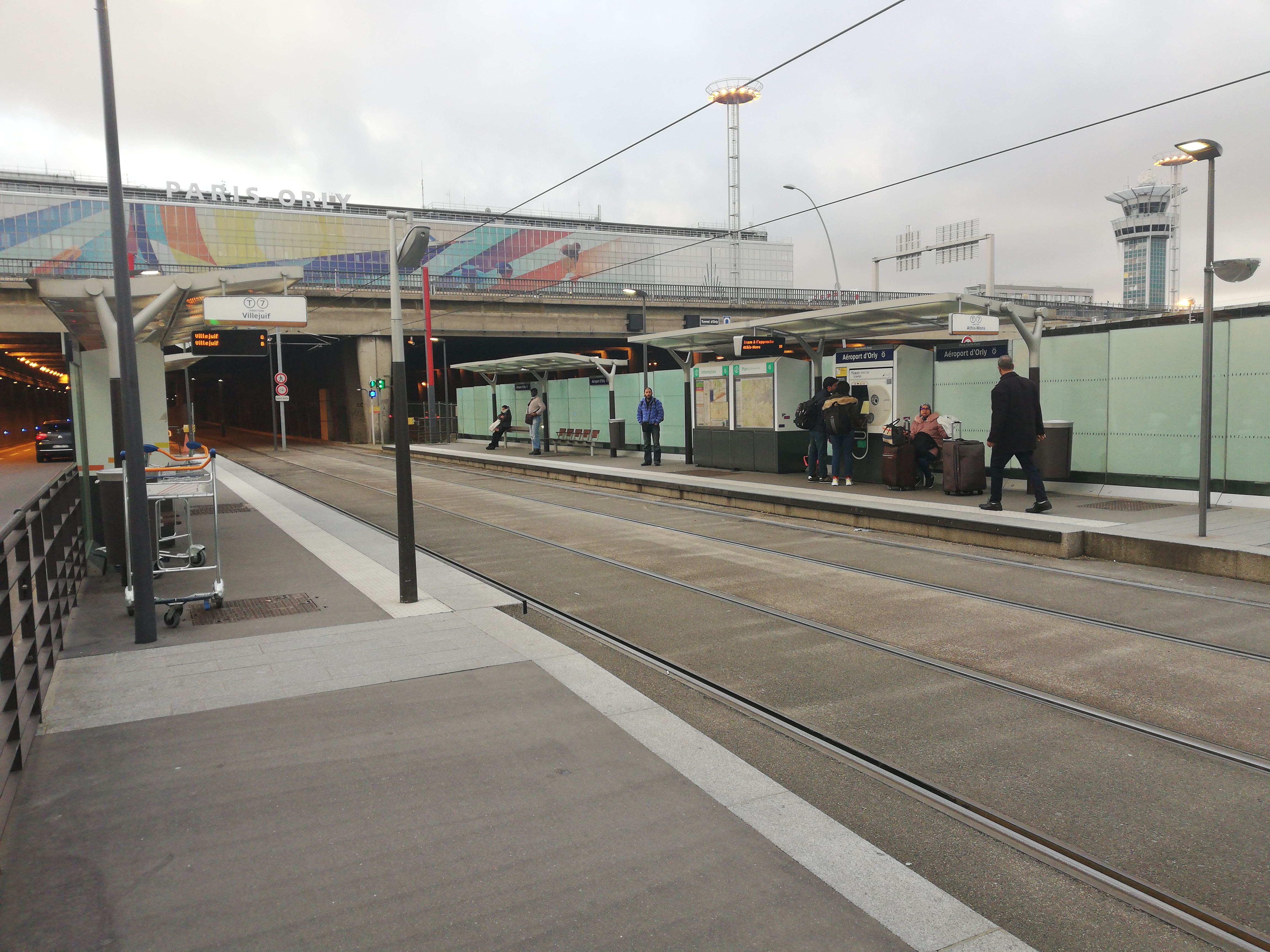
Aéroport d'Orly
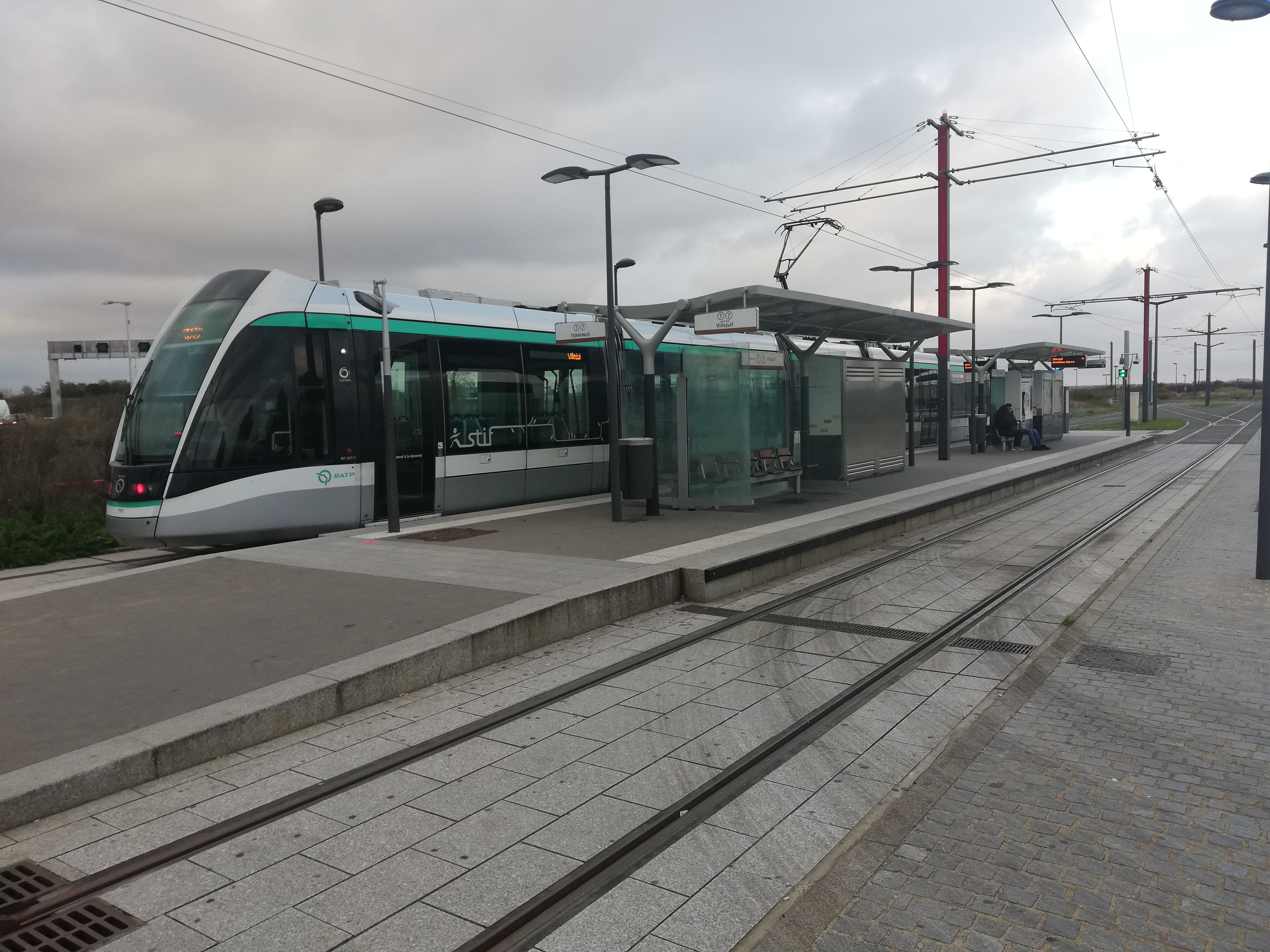
Porte de l'Essonne